# In Concert (álbum de Os Três Tenores)
 In Concert é um álbum de estúdio do grupo musical Os Três Tenores. Vendeu mais de meio milhõão de cópias no Brasil recebendo uma certificação de Disco de Platina Duplo, segundo a ABPD.

## Vendas e certificações
| País          | Certificação | Vendas   |
| ------------- | ------------ | -------- |
| Brasil - ABPD | 2× Platina   | 500,000+ |